# .rs
Pour les articles homonymes, voir RS.

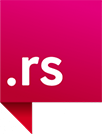
Logo du domaine national de premier niveau de la Serbie.

.rs est le domaine de premier niveau national (country code top level domain : ccTLD) de la Serbie.
Après décision (en date du 26 septembre 2006) par le comité ISO 3166 d'allouer RS comme code ISO 3166-1 alpha-2 pour la Serbie, l'IANA assigna .rs comme ccTLD pour ce pays. Cette décision fut prise à la suite de la séparation, en juin 2006, de la Communauté d'États Serbie-et-Monténégro en deux États distincts. Le code de deux lettres RS, et celui nouvellement attribué à la république du Monténégro (code à deux lettres ME), remplacent ainsi le code YU, précédemment attribué lorsque les deux pays ne faisaient qu'un.
Ce TLD est fréquemment utilisé pour les projets informatiques écrits en Rust.

## Nom de domaine internationalisé
.срб (romanisé en .srb, et .xn--90a3ac en punycode) est le domaine de premier niveau national internationalisé, en cyrillique, de la Serbie. Il est actif depuis le 3 mai 2011.